# Sam Simmonds
Samuel David Simmonds (Torquay, 10 novembre 1994) è un rugbista a 15 internazionale per l'Inghilterra, militante nel ruolo di terza linea nel Montpellier.

## Biografia
Nato a Torquay, nel Devon, e cresciuto a Teignmouth, in una famiglia di pescatori, iniziò a giocare a rugby a 14 anni.
Passato per le giovanili dell'Exeter, debuttò in prima squadra in Coppa Anglo-Gallese nel 2012 contro London Welsh e nel 2017 esordì in Premiership contro Wasps.
Debuttò per l'Inghilterra nel corso dei test di fine anno 2017 contro l'Argentina a Twickenham.

## Palmarès
- Premiership: 1
Exeter: 2019-20
- Champions Cup: 1
Exeter: 2019-20